# Davidson Kempner Capital Management
Davidson Kempner Capital Management LP (spesso conosciuta con la forma abbreviata Davidson Kempner) è una società globale di gestione degli investimenti alternativi istituzionali con oltre 36 miliardi di dollari di asset in gestione nel 2023. Davidson Kempner ha sede a New York City, con uffici aggiuntivi a Londra, Hong Kong, Dublino, Filadelfia, Shenzhen e Mumbai. L'azienda è guidata da Anthony A. Yoseloff che ricopre il ruolo di membro esecutivo della gestione e direttore degli investimenti.
Al 30 giugno 2022, Davidson Kempner era classificato come l'ottavo hedge fund più grande al mondo. 

## Storia
Davidson Kempner è stata fondata nel maggio 1983 da Marvin H. Davidson e inizialmente si chiamava MH Davidson & Co. Thomas L. Kempner Jr. è entrato a far parte dell'azienda nel dicembre 1984, è diventato partner nel 1986 e nominato amministratore esecutivo nel gennaio 2004. L'azienda ha aperto al capitale esterno nel 1987 ed è stata registrata come consulente per gli investimenti presso la Securities and Exchange Commission degli Stati Uniti nel 1990. Michael J. Leffell si è unito nel 1988 ed è diventato vicedirettore esecutivo: ha cogestito per 20 anni la strategia di investimento dei Distressed Securities.
Anthony A. Yoseloff è entrato a far parte dell'azienda nell'agosto 1999 ed è diventato amministratore delegato nel gennaio 2004. Yoseloff è diventato co-vice amministratore esecutivo nel gennaio 2012 e amministratore co-esecutivo con Kempner dal 1º gennaio 2018. Kempner si è ritirato alla fine del 2019.
Nel 2015, lo stato di Porto Rico, associato agli Stati Uniti, ha dichiarato bancarotta dopo non essere stato in grado di pagare i 58 milioni di dollari di interessi alla scadenza, quindi è andato in default. Un gruppo di fondi, tra cui Davidson Kempner e Aurelius Capital, ha respinto la decisione. Questi fondi avevano in mano 4,5 miliardi di dollari di debito e hanno assunto servizi legali per negare la possibilità di una cancellazione e procedere al sequestro dei beni portoricani.
Nell'estate del 2020, la compagnia ha salvato Virgin Atlantic Airways con 170 milioni di dollari in finanziamenti di emergenza per aiutare a compensare l'impatto della pandemia COVID-19 sulla compagnia aerea.
DK ha effettuato alcune operazioni in qualità di co-investitore e partner operativo con il fondo turco Afendis Capital Management in attività dell'industria alimentare e farmaceutica in Europa, Medio Oriente e Africa finalizzate ad investimenti e ristrutturazioni nel settore dei biscotti, del cioccolato e degli snack, come ad esempio il turco Golf o lo spagnolo Cerealto Siro Foods.
Nel settembre 2023 la società cede Prelios, acquisita per 1,35 miliardi da una società di Andrea Pignataro.

## Strategie di investimento
Davidson Kempner ha utilizzato un metodo di investimento bottom-up basato sui fondamentali, con un focus guidato dagli eventi e un approccio multistrategia. L'azienda investe a livello globale in una varietà di strategie creditizie e azionarie e in beni reali.